# Schwarzweißer Weidenröschenspanner
Der Schwarzweiße Weidenröschenspanner (Spargania luctuata, Syn. Cidaria luctuata) ist ein Schmetterling (Nachtfalter) aus der Familie der Spanner (Geometridae). Der Artname leitet sich von dem lateinischen Wort luctus mit der Bedeutung „Trauer“ ab und bezieht sich auf die überwiegend schwarze Zeichnung auf den Flügeloberseite der Falter.

## Merkmale

### Falter
Die Flügelspannweite der Falter beträgt 25 bis 30 Millimeter. Die Grundfarbe aller Flügel ist bei beiden Geschlechtern schwarzgrau bis schwarz. Auf der Vorderflügeloberseite verlaufen zwischen Wurzel- und Mittelfeld zwei zuweilen undeutliche Querlinien. Im Anschluss an das Mittelfeld hebt sich eine saumwärts gezackte, breite weiße Binde ab, die sich auf der mit einer hellgrauen Basalregion versehenen Hinterflügeloberseite verbreitert fortsetzt. Die Fransen von Vorder- und Hinterflügeln sind schwarz/weiß gescheckt. Die Flügelunterseiten bilden die Zeichnung der Vorderseiten in leicht abgeschwächter Intensität ab.

### Raupe
Erwachsene Raupen sind gelbgrün gefärbt. Auf dem Rücken zeigen sie eine dunkelbraune Rautenzeichnung.

### Ähnliche Arten
- Falter aus den Gattungen Epirrhoe und Rheumaptera, beispielsweise der Braunweiße Labkrautspanner (Epirrhoe pupillata), der Weißbinden-Labkrautspanner (Epirrhoe rivata), der Fleckleib-Labkrautspanner (Epirrhoe tristata) sowie der Große (Rheumaptera hastata) und der Kleine Speerspanner (Rheumaptera subhastata) zeigen stärkere weißlich Einmischungen in den schwarzen Bereichen der Flügeloberseiten.

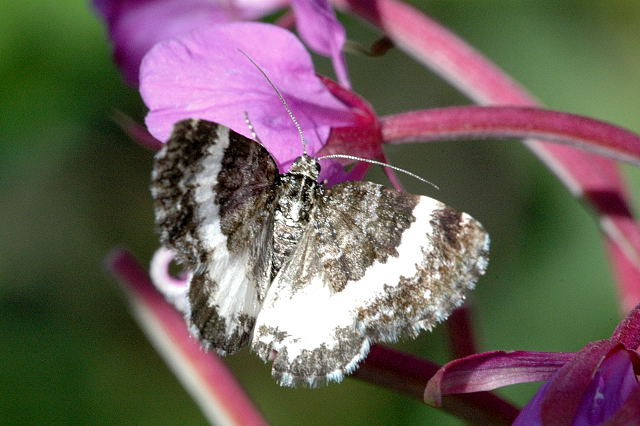
Spargania luctuata
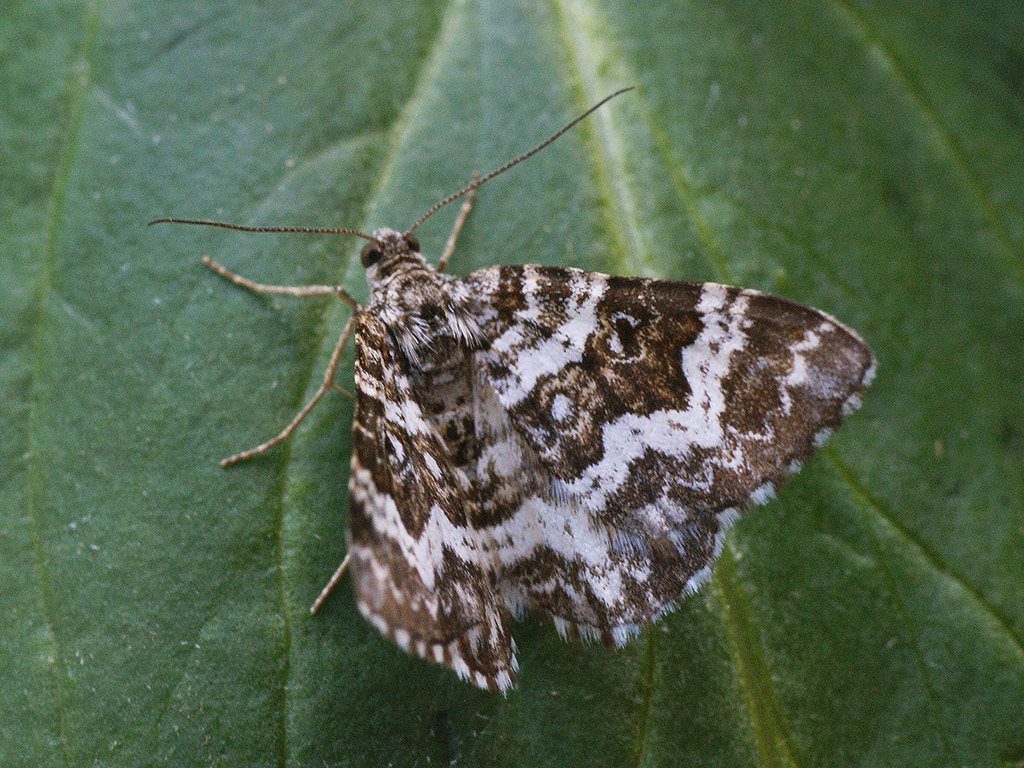
Epirrhoe pupillata
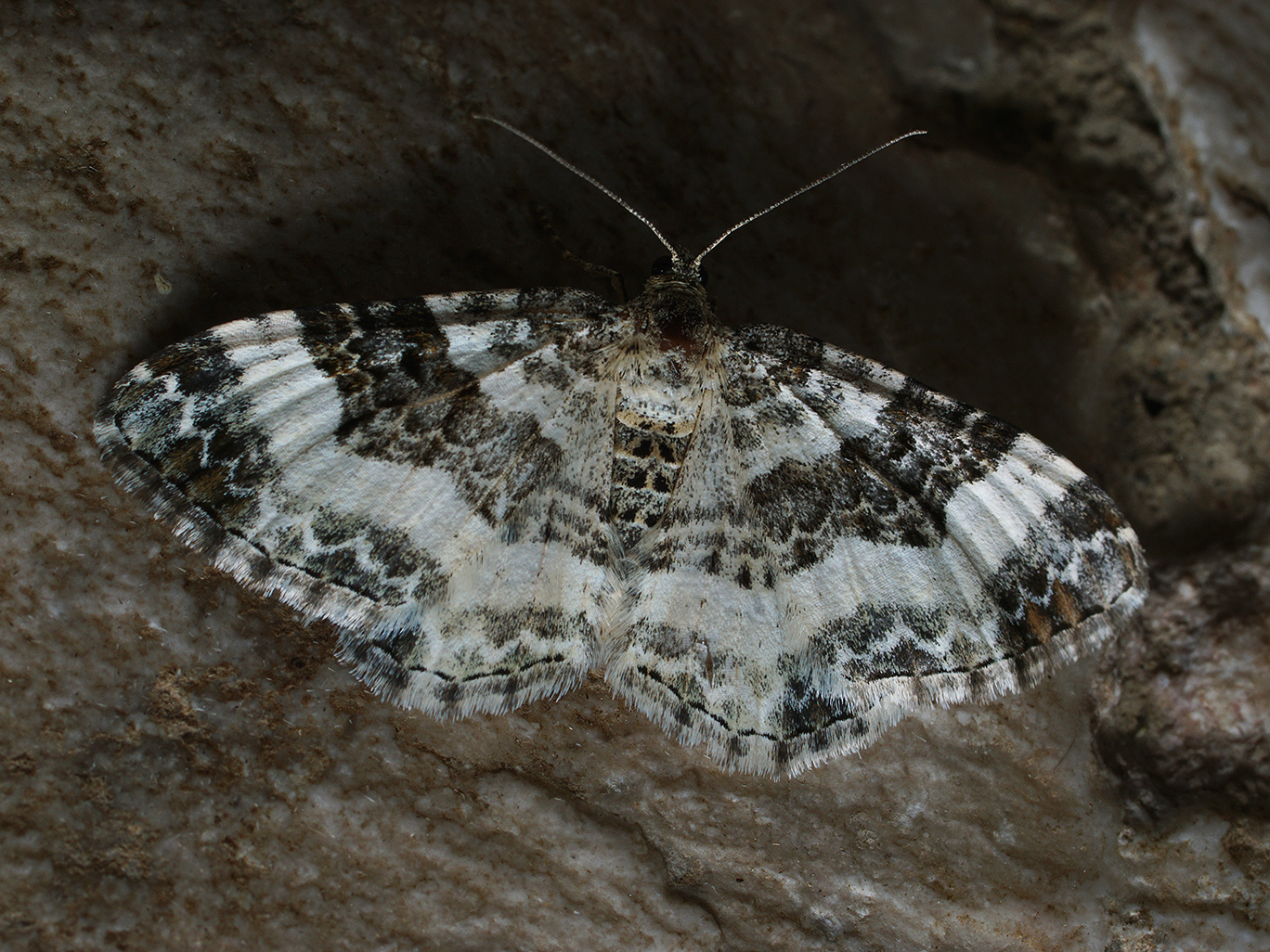
Epirrhoe rivata
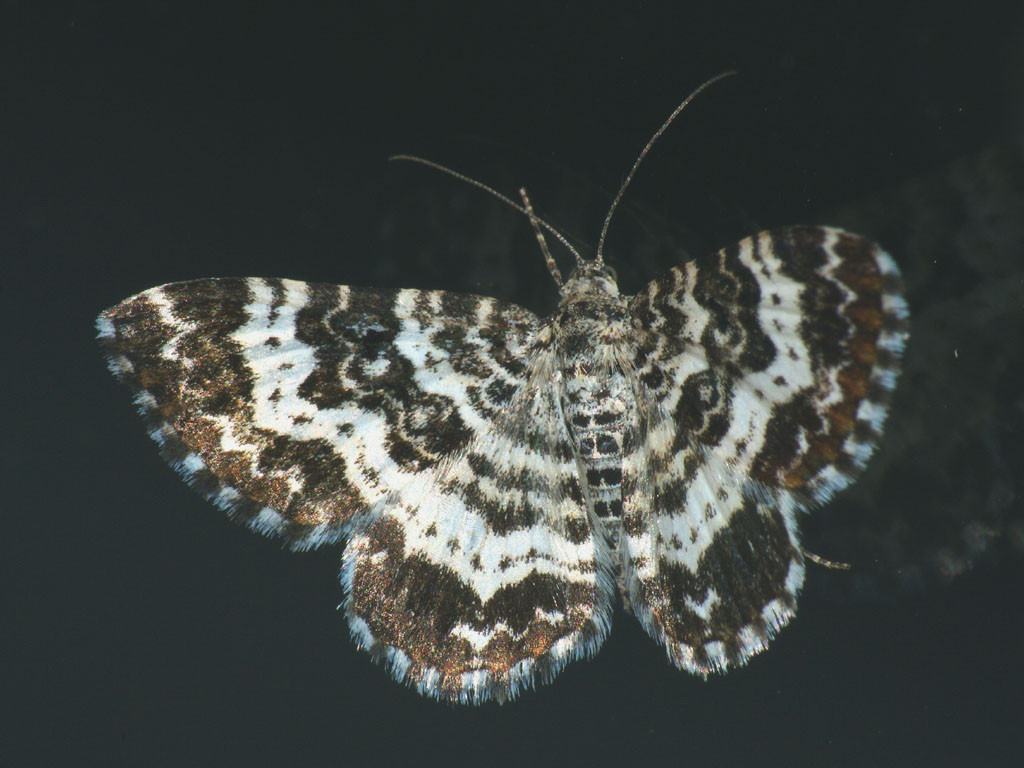
Epirrhoe tristata
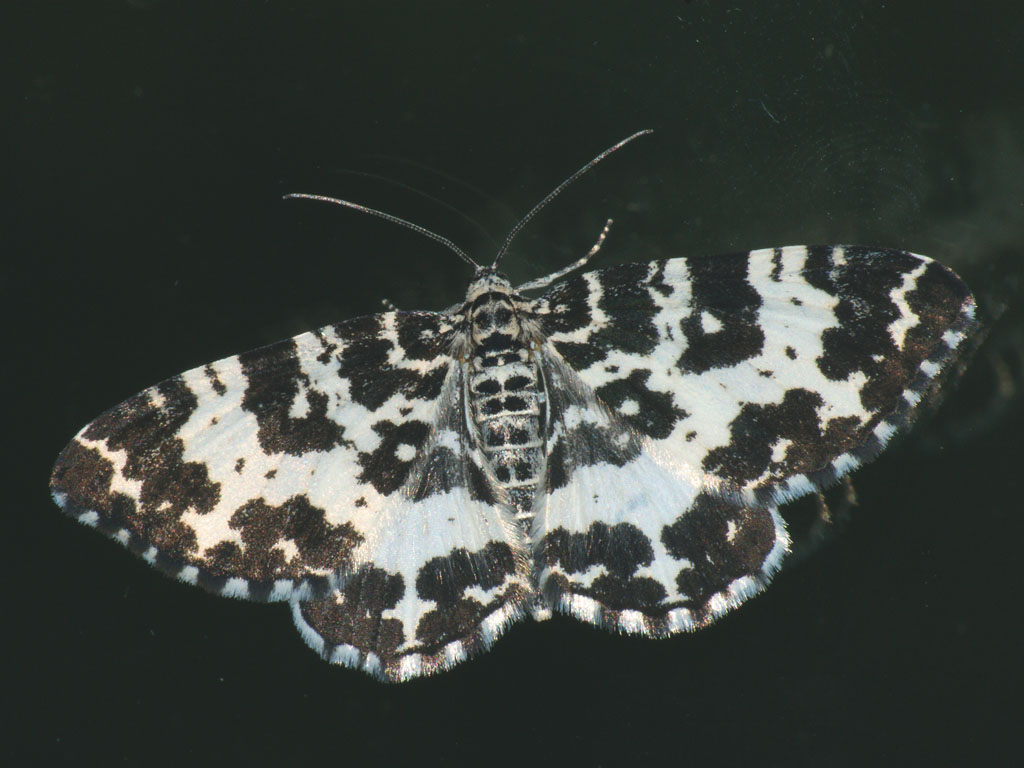
Rheumaptera hastata
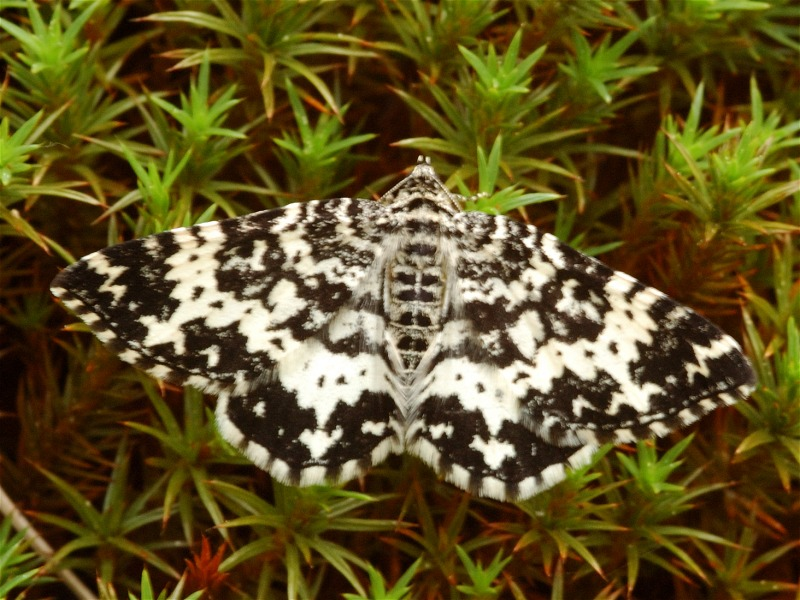
Rheumaptera subhastata

- Der Labkraut-Alpenspanner (Colostygia turbata) unterscheidet sich durch die fast rein weiße Hinterflügeloberseite sowie die gekämmten Fühler bei den Männchen.

## Verbreitung, Vorkommen und Unterarten

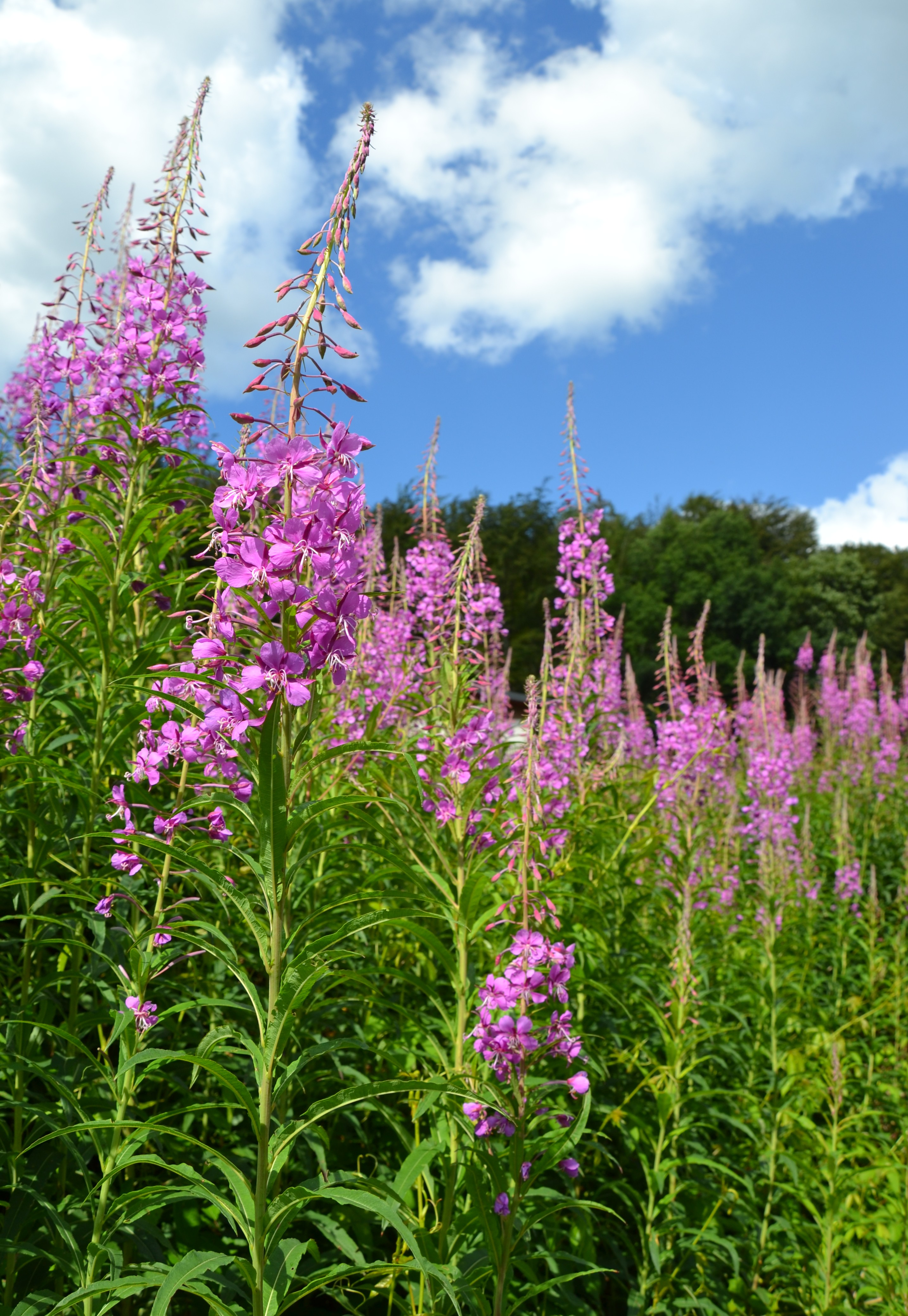
Schmalblättriges Weidenröschen, eine Nahrungspflanze der Raupen

Das Verbreitungsgebiet des Schwarzweißen Weidenröschenspanners erstreckt sich durch West- und Mitteleuropa einschließlich der Britischen Inseln durch die gemäßigte Zone bis in die Mongolei und zum Amur. Er ist auch in Nordamerika heimisch. Neben den in Mitteleuropa vorkommenden Spargania luctuata luctuata und Spargania luctuata transversata werden folgende weitere Unterarten geführt:
- Spargania luctuata borealis in Fennoskandinavien den nordrussischen Gebirgen und dem Ural
- Spargania luctuata albidior in Jakutien, Magadan und Kamtschatka
- Spargania luctuata ichinosawana auf Sachalin
- Spargania luctuata obductata in Nordamerika

In den Alpen, den Pyrenäen und im Kaukasus ist die Art noch in einer Höhe von 2000 Metern zu finden. Sie besiedelt viele unterschiedliche Lebensräume, dazu zählen Mischwälder, Waldränder, Lichtungen, Schonungen, Berghänge, Heiden und feuchte Wiesen.

## Lebensweise
Die nachtaktiven Falter fliegen in einer ersten Generation überwiegend von Anfang April bis Anfang Juni sowie gebietsweise in einer zweiten von Juli bis September. Am Tage ruhen sie gerne an Baumstämmen. Nachts besuchen sie künstliche Lichtquellen. Die Raupen ernähren sich bevorzugt von den Blättern verschiedener Weidenröschenarten (Epilobium), in erster Linie von Berg-Weidenröschen (Epilobium montanum) und Schmalblättrigem Weidenröschen (Epilobium angustifolium). Raupen wurden auch an Heidelbeere (Vaccinium myrtillus) gefunden. Die Puppe überwintert.

## Gefährdung
Der Schwarzweiße Weidenröschenspanner kommt in allen deutschen Bundesländern in unterschiedlicher Anzahl vor. Auf der Roten Liste gefährdeter Arten wird er in Nordrhein-Westfalen und Baden-Württemberg als „stark gefährdet“ geführt, für Gesamtdeutschland ist er auf der Vorwarnliste zur Roten Liste geführt.